# وربیتسه (ناحیه ییچین)
وربیتسه (به چکی: Vrbice) یک منطقهٔ مسکونی در جمهوری چک است که در شهرستان ییچین واقع شده‌است.